# Myzopoda schliemanni
Myzopoda schliemanni es una especie de murciélago de la familia Myzopodidae.

## Distribución geográfica
Es endémica de Madagascar.